# Epimènides (historiador)
Epimènides (en llatí Epimenides, en grec antic Ἐπιμενίδης) fou un historiador grec que va escriure una Història de Rodes en dialecte dòric. El mencionen Diògenes Laerci, uns escolis a Píndar i Apol·loni Rodi.